# Častolovice (Česká Lípa)
Častolovice (dřívější název Časlovice, německy Schasslowitz) je vesnice, která byla připojena k městu Česká Lípa 1. ledna 1969 a pak znovu 1. ledna 2005. Vesnice je severně od něj 3 km v údolí protékaném potokem Šporka.

## Historie
Vesnice vznikla asi ve 14. století jako ves lidí Častolových (Častolov byl jeden z prvních v rodu Ronovců). Nazývala se postupně Czastolowicz (1394), Czaselwicz (1460), Czastolowicze (1545), Ssaslowicze (1612), Schaslowicz (1790). Od 15. století patřila k panství Zákupy. Poprvé byla připojena k České Lípě roku 1969, v letech 1990-2004 byla samostatnou, ale po odlivu obyvatel (a peněz) se k 1. lednu 2005 k okresnímu městu opět připojila.

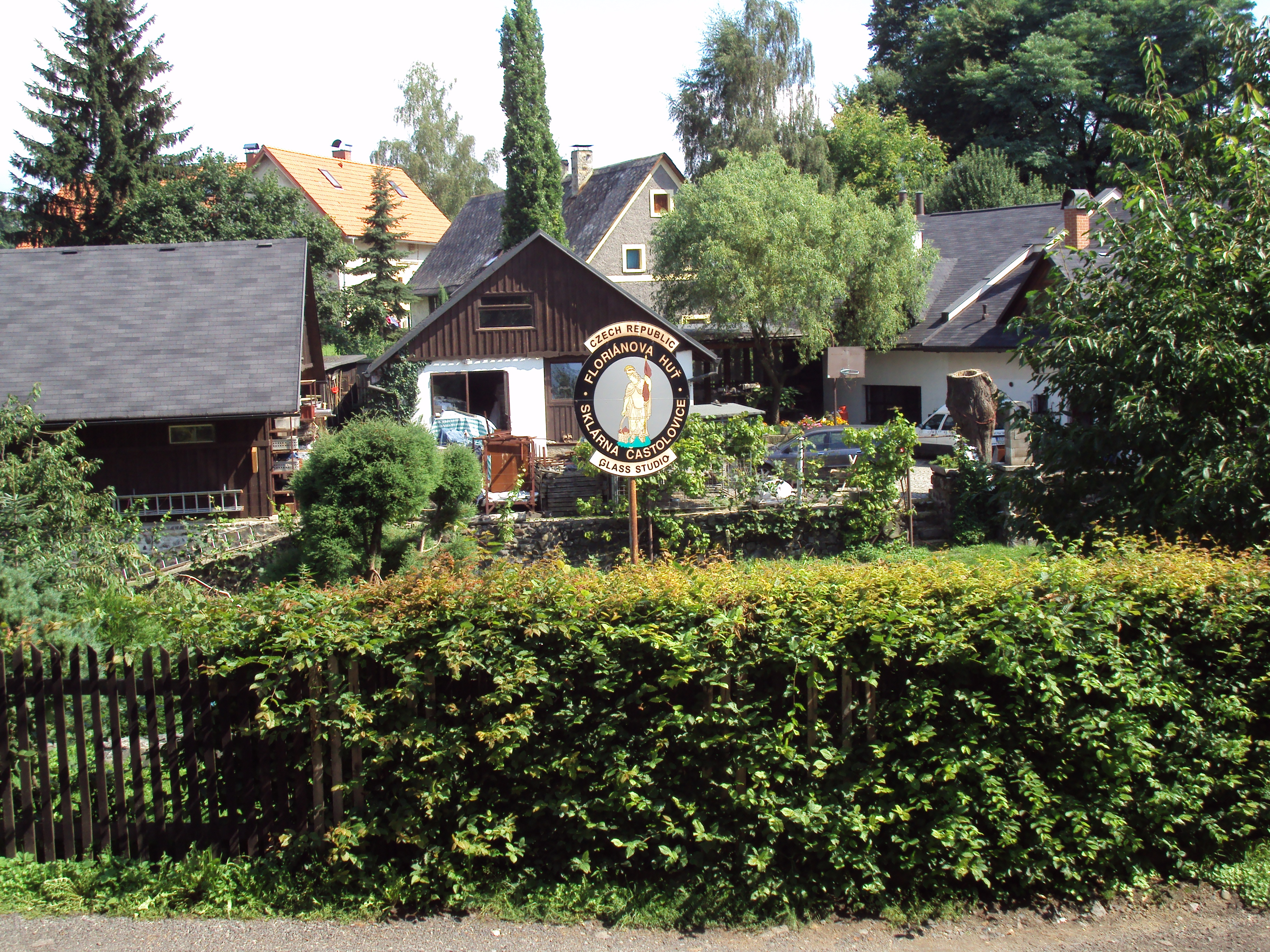
Florianova huť

## Obyvatelstvo
Zdejší obyvatelé pracovali hlavně v zemědělství, někteří provozovali povoznictví a pracovali jako malíři skla a domácí kuliči pro sklárny v Novém Boru. Ve vsi je malá sklárna - Florianova huť.
Koncem roku 1970 bylo v Častolovicích 108 stálých obyvatel, bydlících v 26 trvale obývaných domech.
| Rok            | 1869 | 1880 | 1890 | 1900 | 1910 | 1921 | 1930 | 1950 | 1961 | 1970 | 1980 | 1991 | 2001 | 2011 | 2021 |
| -------------- | ---- | ---- | ---- | ---- | ---- | ---- | ---- | ---- | ---- | ---- | ---- | ---- | ---- | ---- | ---- |
| Počet obyvatel | 286  | 294  | 271  | 273  | 281  | 290  | 307  | 127  | 134  | 108  | 61   | 39   | 51   | 98   | 109  |
| Počet domů     | 55   | 51   | 56   | 57   | 57   | 58   | 55   | 43   | 33   | 26   | 21   | 33   | 34   | 38   | 38   |

## Doprava
Po připojení vsi do České Lípy tudy projíždí a na dvou místech zastavuje městská linka MHD č. 206.

## Stavební památky

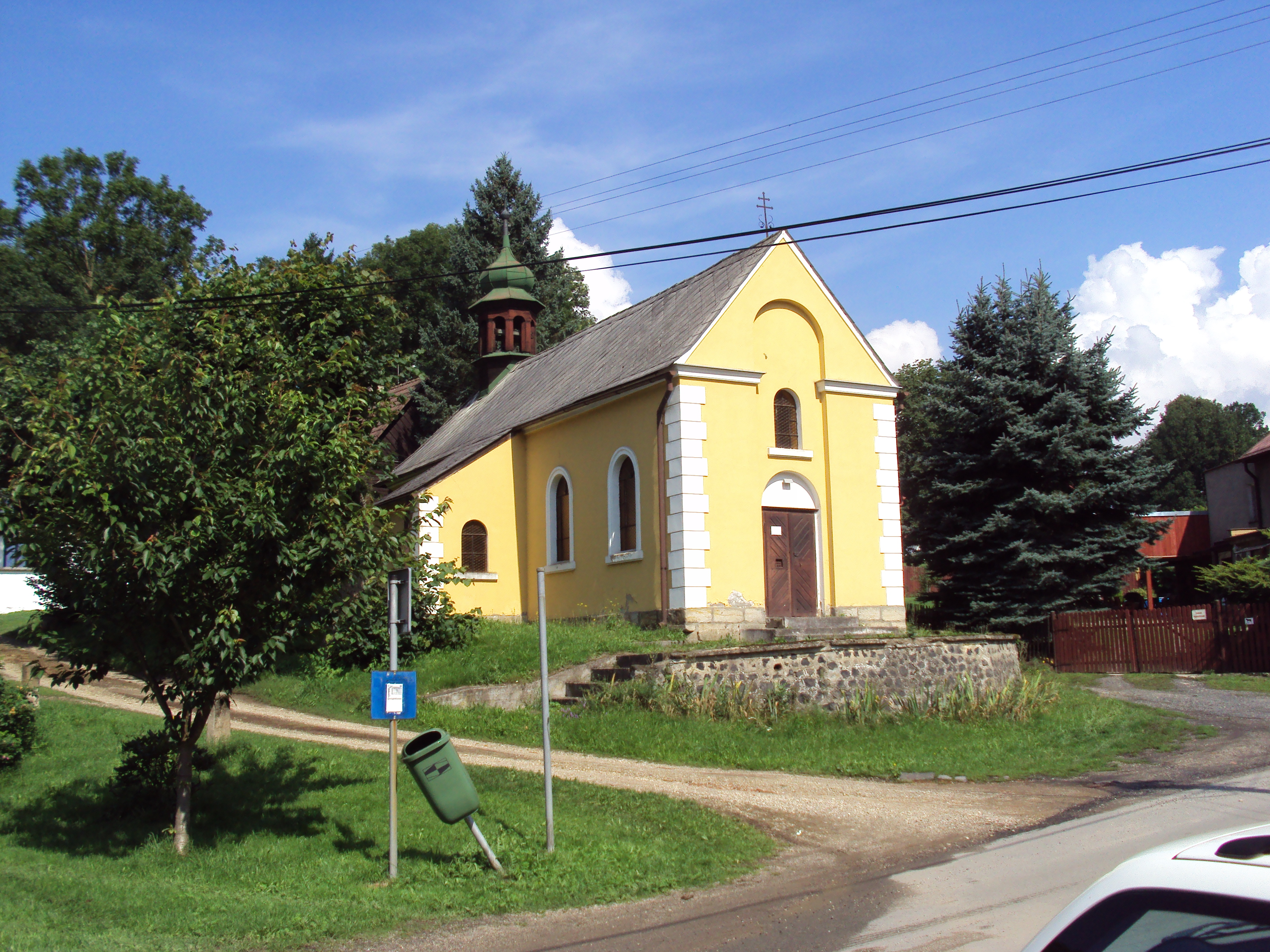
Kaple ve středu obce

V roce 1797 zde byla postavena barokní kaple Nejsvětější Trojice. Roku 1826 byla postavena první škola, kterou o 70 let později nahradila škola nová, kde se učilo do roku 1973. Z roku 1883 pochází okresní silnice do Manušic a Pihelu.

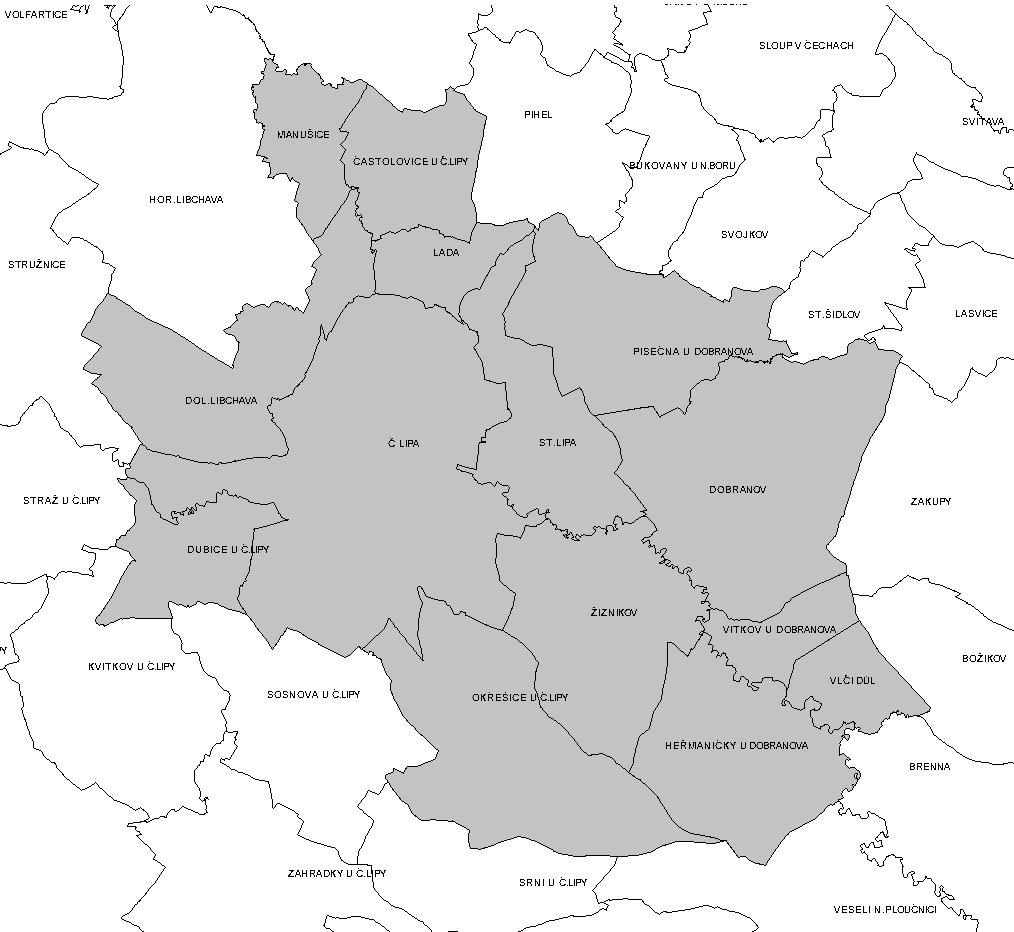
Katastrální členění České Lípy

## Další informace
Zastupitelstvo města Česká Lípa na sklonku roku 2012 rozhodlo nestavět v obci drahou kanalizaci, ale přispívat obyvatelům na jimi vybudované domácí čističky odpadních vod částkou 100 000 Kč.